# Psapharoctes hermieri
Psapharoctes hermieri là một loài bọ cánh cứng trong họ Cerambycidae.